# Piłka siatkowa na Letnich Igrzyskach Olimpijskich 2020

Ariake Arena

Turniej olimpijski w piłce siatkowej rozgrywana podczas Letnich Igrzysk XXXII Olimpiady w Tokio był piętnastym w historii igrzysk olimpijskich zmaganiem w halowej odmianie tej dyscypliny sportu i siódmym w wersji plażowej. Rywalizacja toczyła się zarówno u kobiet, jak i u mężczyzn, a przystąpiło do niej po 12 zespołów halowych (męskich i żeńskich) oraz po 24 pary plażowe (męskie i żeńskie). Arenami zmagań były Ariake Arena oraz Shiokaze Park.

## Siatkówka halowa
Udział w turnieju olimpijskim zapewniony mają wyłącznie obydwie reprezentacje Japonii (męska i żeńska) – jako przedstawiciele gospodarza igrzysk, pozostałe drużyny narodowe – zarówno u kobiet, jak i u mężczyzn – muszą uzyskać kwalifikację. Zakwalifikowanie się do turnieju mogło się odbyć na jeden spośród dwóch sposobów, tj. poprzez:
- interkontynentalne turnieje kwalifikacyjne (6 zespołów)
- kontynentalne turnieje kwalifikacyjne (5 zespołów)

### Uczestnicy
| Nazwa imprezy                              | Nazwa imprezy                              | Gospodarz      | miejsca | Zakwalifikowani   |
| ------------------------------------------ | ------------------------------------------ | -------------- | ------- | ----------------- |
| Gospodarz                                  | Gospodarz                                  | –              | 1       | Japonia           |
| Interkontynentalne turnieje                | Grupa A                                    | Warna          | 1       | Brazylia          |
| Interkontynentalne turnieje                | Grupa B                                    | Rotterdam      | 1       | Stany Zjednoczone |
| Interkontynentalne turnieje                | Grupa C                                    | Bari           | 1       | Włochy            |
| Interkontynentalne turnieje                | Grupa D                                    | Gdańsk – Sopot | 1       | Polska            |
| Interkontynentalne turnieje                | Grupa E                                    | Petersburg     | 1       | Rosja             |
| Interkontynentalne turnieje                | Grupa F                                    | Ningbo         | 1       | Argentyna         |
| Turniej kwalifikacyjny Ameryki Południowej | Turniej kwalifikacyjny Ameryki Południowej | Santiago       | 1       | Wenezuela         |
| Europejski turniej kwalifikacyjny          | Europejski turniej kwalifikacyjny          | Berlin         | 1       | Francja           |
| Afrykański turniej kwalifikacyjny          | Afrykański turniej kwalifikacyjny          | Kair           | 1       | Tunezja           |
| Turniej kwalifikacyjny Ameryki Północnej   | Turniej kwalifikacyjny Ameryki Północnej   | Vancouver      | 1       | Kanada            |
| Azjatycki turniej kwalifikacyjny           | Azjatycki turniej kwalifikacyjny           | Jiangmen       | 1       | Iran              |
| Razem                                      | Razem                                      |                | 12      |                   |

### Uczestniczki
| Nazwa imprezy                              | Nazwa imprezy                              | Gospodarz         | miejsca | Zakwalifikowani   |
| ------------------------------------------ | ------------------------------------------ | ----------------- | ------- | ----------------- |
| Gospodarz                                  | Gospodarz                                  | –                 | 1       | Japonia           |
| Interkontynentalne turnieje                | Grupa A                                    | Wrocław           | 1       | Serbia            |
| Interkontynentalne turnieje                | Grupa B                                    | Ningbo            | 1       | Chiny             |
| Interkontynentalne turnieje                | Grupa C                                    | Shreveport        | 1       | Stany Zjednoczone |
| Interkontynentalne turnieje                | Grupa D                                    | Uberlândia        | 1       | Brazylia          |
| Interkontynentalne turnieje                | Grupa E                                    | Królewiec         | 1       | Rosja             |
| Interkontynentalne turnieje                | Grupa F                                    | Katania           | 1       | Włochy            |
| Turniej kwalifikacyjny Ameryki Południowej | Turniej kwalifikacyjny Ameryki Południowej | Manizales         | 1       | Argentyna         |
| Europejski turniej kwalifikacyjny          | Europejski turniej kwalifikacyjny          | Apeldoorn         | 1       | Turcja            |
| Afrykański turniej kwalifikacyjny          | Afrykański turniej kwalifikacyjny          | Jaunde            | 1       | Kenia             |
| Turniej kwalifikacyjny Ameryki Północnej   | Turniej kwalifikacyjny Ameryki Północnej   | Santo Domingo     | 1       | Dominikana        |
| Azjatycki turniej kwalifikacyjny           | Azjatycki turniej kwalifikacyjny           | Nakhon Ratchasima | 1       | Korea Południowa  |
| Razem                                      | Razem                                      |                   | 12      |                   |

## Siatkówka plażowa

### Uczestnicy
| Sposób kwalifikacji                          | Miejsca | Zakwalifikowani |
| -------------------------------------------- | ------- | --- |
| Gospodarz                                    | 1       | Japonia |
| Mistrzostwa świata                           | 1       | ROC |
| Olimpijski Turniej kwalifikacyjny            | 2       | Włochy · Łotwa |
| Ranking olimpijski (stan na 13 czerwca 2021) | 15      | Norwegia · Katar · Brazylia · Polska · Holandia · Brazylia · Niemcy · Włochy · ROC · Czechy · Stany Zjednoczone · Stany Zjednoczone · Hiszpania · Polska · Włochy · Chile |
| Kwalifikacje europejskie                     | 1       | Szwajcaria |
| Kwalifikacje afrykańskie                     | 1       | Maroko |
| Kwalifikacje azjatyckie                      | 1       | Australia |
| Kwalifikacje północnoamerykańskie            | 1       | Meksyk |
| Kwalifikacje południowoamerykańskie          | 1       | Argentyna |
| Razem                                        | 24      | |

### Uczestniczki
| Sposób kwalifikacji                          | Miejsca | Zakwalifikowane |
| -------------------------------------------- | ------- | --- |
| Gospodarz                                    | 1       | Japonia |
| Mistrzostwa świata                           | 1       | Kanada |
| Olimpijski Turniej kwalifikacyjny            | 2       | Łotwa · Hiszpania |
| Ranking olimpijski (stan na 13 czerwca 2021) | 15      | Stany Zjednoczone · Brazylia · Brazylia · Australia · Stany Zjednoczone · Szwajcaria · ROC · Kanada · Szwajcaria · Holandia · Chiny · Czechy · Niemcy · Niemcy · Włochy |
| Kwalifikacje europejskie                     | 1       | Holandia |
| Kwalifikacje afrykańskie                     | 1       | Kenia |
| Kwalifikacje azjatyckie                      | 1       | Chiny |
| Kwalifikacje północnoamerykańskie            | 1       | Kuba |
| Kwalifikacje południowoamerykańskie          | 1       | Argentyna |
| Razem                                        | 24      | |